# 밴쿠버 FC
밴쿠버 FC(영어: Vancouver Football Club)는 2022년에 창단된 캐나다의 축구 클럽으로, 브리티시컬럼비아주 랭리를 연고로 하고 있다. 현재 캐나다의 최상위 축구 리그인 캐나다 프리미어리그에 참가하고 있다.

## 선수 명단

### 현역
참고: FIFA 자격 규정에 따라 소속된 국가대표팀 국기를 표시합니다. 선수는 복수의 FIFA 비회원국 국적을 가지고 있을 수 있습니다.
| 번호 | 포지션 | 국적   | 이름              |
| ---- | ------ | ------ | ----------------- |
| 4    | DF     | 우간다 | 앨런 엔유         |
| 9    | FW     |        | 알레한드로 디아스 |
| 18   | FW     |        | 아이만 셀루프     |

| 번호 | 포지션 | 국적 | 이름 |
| ---- | ------ | ---- | ---- |

## 역대 감독
| 감독        | 임기   |
| ----------- | ------ |
| 압신 고트비 | 2022 ~ |